# Philippe Lauvaux
 (mars 2013).
Philippe Lauvaux, né en 1951 en Belgique, est un juriste et politiste belge.

## Biographie
C'est en Belgique qu'il réalise la première partie de ses études. Il obtient sa licence en droit à l'Université libre de Bruxelles en 1973. Il obtient ensuite deux diplômes d'études supérieures, l'un en droit public (1974) et l'autre en science politique (1975). Par la suite, il est fait docteur en droit pour une thèse soutenue à l'Université Paris II Panthéon-Assas intitulée Le droit de dissolution dans les régimes démocratiques du type occidental.
Aujourd'hui, il est professeur de droit public à l'Université libre de Bruxelles et à l'Université Paris II Panthéon-Assas. Il enseigne le droit constitutionnel comparé. Ses recherches portent essentiellement sur le parlementarisme. Avec Pierre Avril, Olivier Beaud, Denis Baranger, Armel Le Divellec, Carlos Pimentel, Philippe Lauvaux peut être rattaché à une école néo-constitutionnaliste. Cette approche s'inscrit dans le renouvellement de la discipline du droit constitutionnel. Pour ces auteurs, si la justice constitutionnelle constitue un phénomène qui ne doit pas être négligé, les recherches constitutionnelles doivent prendre en compte la spécificité de la matière qui comporte un important volant institutionnel. Il convient dès lors de renouveler l'étude de notions classiques comme le parlementarisme, la responsabilité, la distribution des compétences notamment sous un angle historique et comparatiste. Il est membre du comité de rédaction de Jus Politicum, revue électronique fondée en juin 2008 et consacrée aux questions constitutionnelles.
Il est membre du comité de la Société Huysmans.

## Publications
- Les grandes démocraties contemporaines, 3e éd., Paris, P.U.F., 2004.
- Destins du présidentialisme, Paris, P.U.F., 2002.
- Le parlementarisme, Paris, P.U.F., 1997.
- Parlementarisme rationalisé et stabilité du pouvoir exécutif, Bruxelles, Bruylant, 1988.